# Итальянская форель
Итальянская форель (лат. Salmo carpio) — вид лучепёрых рыб из рода благородных лососей (Salmo). Эндемик озера Гарда, Италия. Пресноводная, демерсальная (ведет придонный образ жизни). Питается беспозвоночными. Находится под угрозой вымирания из-за разрушения среды обитания, загрязнения и браконьерства.